# Dia Mundial da Vida Selvagem
A 20 de dezembro de 2013, na sua 68ª sessão, a Assembleia Geral das Nações Unidas, na sua resolução ONU 68/205, decidiu proclamar o dia 3 de março, comemorando a adoção da Convenção sobre o Comércio Internacional de Espécies Ameaçadas de Fauna e Flora (CITES) em 1973, como o Dia Mundial da Vida Selvagem. A comemoração foi proposta pela Tailândia para celebrar e aumentar a consciência social sobre a fauna e flora selvagens do mundo.

## Resolução da Assembleia Geral das Nações Unidas
Na sua resolução, a Assembleia Geral reafirmou o valor intrínseco da vida selvagem e das suas várias contribuições, incluindo ecológicas, genéticas, sociais, económicas, científicas, educacionais, culturais, recreativas e estéticas, para o desenvolvimento sustentável e o bem-estar humano.
A Assembleia Geral tomou nota do resultado da 16ª reunião da Conferência das Partes da CITES, realizada em Bangkok de 3 a 14 de março de 2013, em particular a Resolução Conf. 16.1 designando 3 de março como o Dia Mundial da Vida Selvagem, a fim de celebrar e aumentar a consciencialização sobre a fauna e flora selvagens do mundo, e reconheceu o importante papel da CITES em garantir que o comércio internacional não ameace a sobrevivência das espécies.
A Assembleia Geral solicitou ao Secretariado da CITES, em colaboração com organizações relevantes do sistema das Nações Unidas, para facilitar a implementação do Dia Mundial da Vida Selvagem.

## Temas
- 2024: "Conectando pessoas e planetas: explorando a inovação digital na conservação da vida selvagem"[8]
- 2023: "Parcerias para a Conservação da Vida Silvestre"[9]
- 2022: "Recuperando espécies-chave para a restauração do ecossistema"[10]
- 2021: "Florestas e meios de subsistência: sustentando as pessoas e o planeta"[11]
- 2020: "Sustentando toda a vida na terra"[12]
- 2019: "Vida abaixo da água: para pessoas e planeta"[13]
- 2018: "Grandes felinos - predadores sob ameaça".[14]
- 2017: "Ouçam as vozes jovens".[15]
- 2016: "O futuro da vida selvagem está nas nossas mãos", com o subtema "O futuro dos elefantes está nas nossas mãos".
- 2015: "É hora de levar a sério os crimes contra a vida selvagem".